# تاکئو شیموتوری
تاکئو شیموتوری (انگلیسی: Takeo Shimotori؛ زادهٔ ۲ اکتبر ۱۹۲۸) کشتی‌گیر اهل ژاپن بود.